# Francisco de Humanes
Francisco (de) Humanes (Aldana), también como Umanes, Humedes y Húmedes, (fl. 1608-1669) fue un compositor y maestro de capilla español.

## Vida
Se desconoce el lugar y la fecha de nacimiento de Humanes. Las primeras noticias son de su entrada en la Catedral de Sevilla como seise el 6 de octubre de 1608, durante el magisterio de Alonso Lobo. Allí se formaría musicalmente. Las siguientes noticias son de 1611, cuando solicitó ayuda de costa, que se le concedió en forma de 100 reales. En 1613 se le concedió una prebenda como seise, tal como era costumbre. Las actas capitulares dan noticia de la entrega de la prebenda en 1614 y 1615, pero en 1616 se añade un comentario, «apercibiendoles que si el tercio que biene no constare al Cavildo que acuden con puntualidad y aprovechan en sus estudios se les vacara la prebenda». Se le menciona por última vez el 5 de octubre de 1616, cuando el cabildo indica «que se note en la Contaduria el desestimiento que hace del tiempo que le queda por gozar della [de la prebenda]».
En 1622 el maestro Juan Gutiérrez de Padilla dejó el magisterio de la Catedral de Cádiz vacante para dirigirse a Puebla de los Ángeles, en México, para ocupar el magisterio de la Catedral allí. El 3 de octubre de ese mismo año Humanes fe nombrado para el magisterio gaditano, en el que permanecería hasta el 5 de septiembre de 1637.
El 3 de diciembre de 1637 se realizaron oposiciones para el magisterio de la Catedral de Córdoba, que había quedado vacante tras la jubilación del maestro Gabriel Díaz Bessón. Ganaría Humanes, que, al igual que su antecesor, simultanearía las obligaciones del cargo con Juan de Montiel. Permaneció en el cargo de 1637 a 1663.
El maestro Antonio Lozano González del Pilar, en su La música popular, religiosa y dramática en Zaragoza desde el siglo XVI hasta nuestros días informa de un organista en 1669 llamado «Francisco Humanes Aldama» activo en el Pilar en Zaragoza, que caracteriza como «compositor muy notable». El dato no ha podido ser confirmado documentalmente y, de ser cierto, la organistía habría estado compartida con Joseph Muniesa, bajo el magisterio de Joseph Ruiz Samaniego. Es posible que no se trate de la misma persona. También hay noticias de un «Francisco Humanes» que se presentó a las oposiciones de la organistía de la Catedral de Orihuela en 1783, que con toda probabilidad no se corresponde con este.

## Obra
Del organista del Pilar, «Francisco Humanes Aldama», se han conservado tres composiciones, todas conservadas en el Archivo de Música de las Catedrales de Zaragoza:
- De lamentatione Jeremiae prophetae. Heth. Cogitavit Dominus, lamentación a 16 voces;
- Dixit Dominus, salmo a 12 voces;
- Hoy por precioso manjar, villancico a 7 voces.